# Johannes Calvijn
Johannes Calvijn, geboren als Jehan Cauvin (Noyon, 10 juli 1509 – Genève, 27 mei 1564), was een Frans-Zwitserse christelijke theoloog tijdens de reformatie, naar wie een protestants-christelijke stroming, het calvinisme, is genoemd. Als reformator wordt Calvijn vaak in één adem genoemd met Maarten Luther.

## Jeugd en studietijd

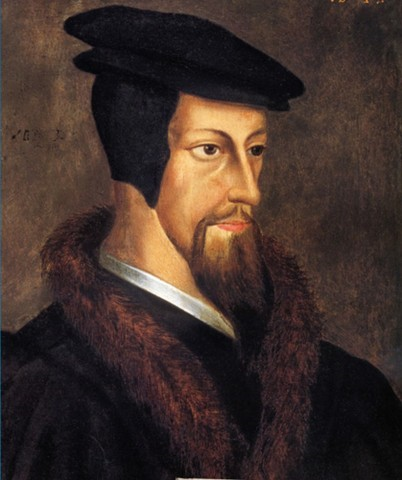
Een jonge Johannes Calvijn

Johannes Calvijn, oorspronkelijk Jehan Cauvin geheten, was de vierde van de zes kinderen van Gérard Cauvin en Jeanne Lefranc. Vooral zijn uit Kamerijk (Cambrai) afkomstige moeder oefende een vrome invloed op hem uit. Door de positie van zijn vader als bisschoppelijk ambtenaar, kon hij huisonderwijs volgen met een groep adellijke jongens. Later volgde hij onderwijs aan het College der Capetten (een vooraanstaande jongensschool), waar hij een ijverige leerling bleek te zijn.
In 1523 werd Calvijn op veertienjarige leeftijd door zijn vader naar het Collège de la Marche in Parijs gestuurd, waar hij onderwijs volgde in Latijn en Frans bij onder anderen Mathurin Cordier. Daarnaast bezocht hij enige tijd het Collège Montaignu. Gérard Cauvin wilde aanvankelijk dat zijn zoon priester zou worden, maar toen dit door een geschil met het kapittel onmogelijk werd, liet hij hem rechten en letteren studeren. Calvijn begon zijn studie in 1528 aan de Universiteit van Orléans en vervolgde zijn studie in 1529 in Bourges, waarna hij in 1532 doctor in het recht werd in Orléans. Volgens de gewoonte van die tijd latiniseerde hij zijn naam Jehan Cauvin toen tot Iohannes Calvinus. Deze vorm werd later weer verfranst tot Jean Calvin en vernederlandst tot Johannes Calvijn.
Als humanist schreef hij in 1532 zijn eerste boek, een commentaar op Seneca's verhandeling: De clementia (Over de zachtmoedigheid, of de goedertierenheid). Calvijns boek was een hulde aan Erasmus van Rotterdam, die in 1529 een grote Seneca-uitgave had uitgegeven. Het boek van Calvijn was niet uitgesproken Bijbels.

## Hervormingsgezind
Na het verschijnen van zijn eerste boek werd Calvijn gewonnen voor de reformatie. Dit bleek op 1 november 1533 (Allerheiligen) bij de rectorale rede van rector Nicolaas Cop - een vriend van Calvijn - van de Universiteit van Parijs, waarvoor Calvijn materiaal had aangedragen. In deze rede was te merken dat Cop en Calvijn welwillend stonden tegenover de beginselen van de reformatie. De rede ging over de tekst: "Zalig zijn de armen van geest" (Matteüs 5:3) en eindigde met de vraag: "Is het recht dat wij meer de mensen zoeken te behagen dan God? Moeten wij hen vrezen, die het lichaam kunnen verderven, maar die geen macht hebben over de ziel?" (vergelijk Matteüs 10:28). De rede bevatte geen bronvermelding, maar wel veel citaten van Erasmus en Luther. In een tijd van vijandschap tegen de hervormingsgezinden gaf de rede zoveel aanstoot, dat Cop en Calvijn uit Parijs moesten vluchten.
Tijdens zijn omzwervingen in Frankrijk ontmoette Calvijn Jacques Lefèvre d'Étaples. In Noyon deed Calvijn afstand van zijn kerkelijke inkomsten en later raadpleegde hij onder de schuilnaam Charles d'Espeville in Saintonge een uitgebreide bibliotheek, waar hij een basis vormde voor zijn Institutie. Calvijn ging in 1534 voorgoed tot de reformatie over toen hij in de grotten van Saint-Benoît-la-Forêt en Crotelles (nabij Poitiers) voor het eerst het Heilig avondmaal vierde. Hij vierde dit avondmaal met vluchtelingen.
Calvijn kwam in 1535 in Bazel terecht, waar hij voor het eerst de reformatoren Heinrich Bullinger en Guillaume Farel ontmoette. In 1536 kwam de eerste uitgave van zijn Institutio Religionis Christianae (Onderwijs in het christelijk geloof) uit. In dit boek, zijn magnum opus, vatte Calvijn zijn zienswijze op het geheel van de christelijke leer samen. Gedurende zijn verdere leven bleef Calvijn dit boek aanvullen en uitbreiden, zowel in het Frans als in het Latijn. De laatste uitgave verscheen in 1559, vijf jaar voor zijn overlijden.
De predikant van Lausanne, Pierre Caroli, vroeg zich hardop af, of Calvijn wel het leerstuk van de Drievuldigheid onderschreef. Hij miste een duidelijke benoeming van Jezus Christus als God, en beschuldigde zijn collega van Arianisme. Calvijn wees dit verontwaardigd van de hand, maar weigerde op uitnodiging van Caroli de Geloofsbelijdenis van Athanasius te ondertekenen, wat ook bij andere reformatoren bevreemding wekte.

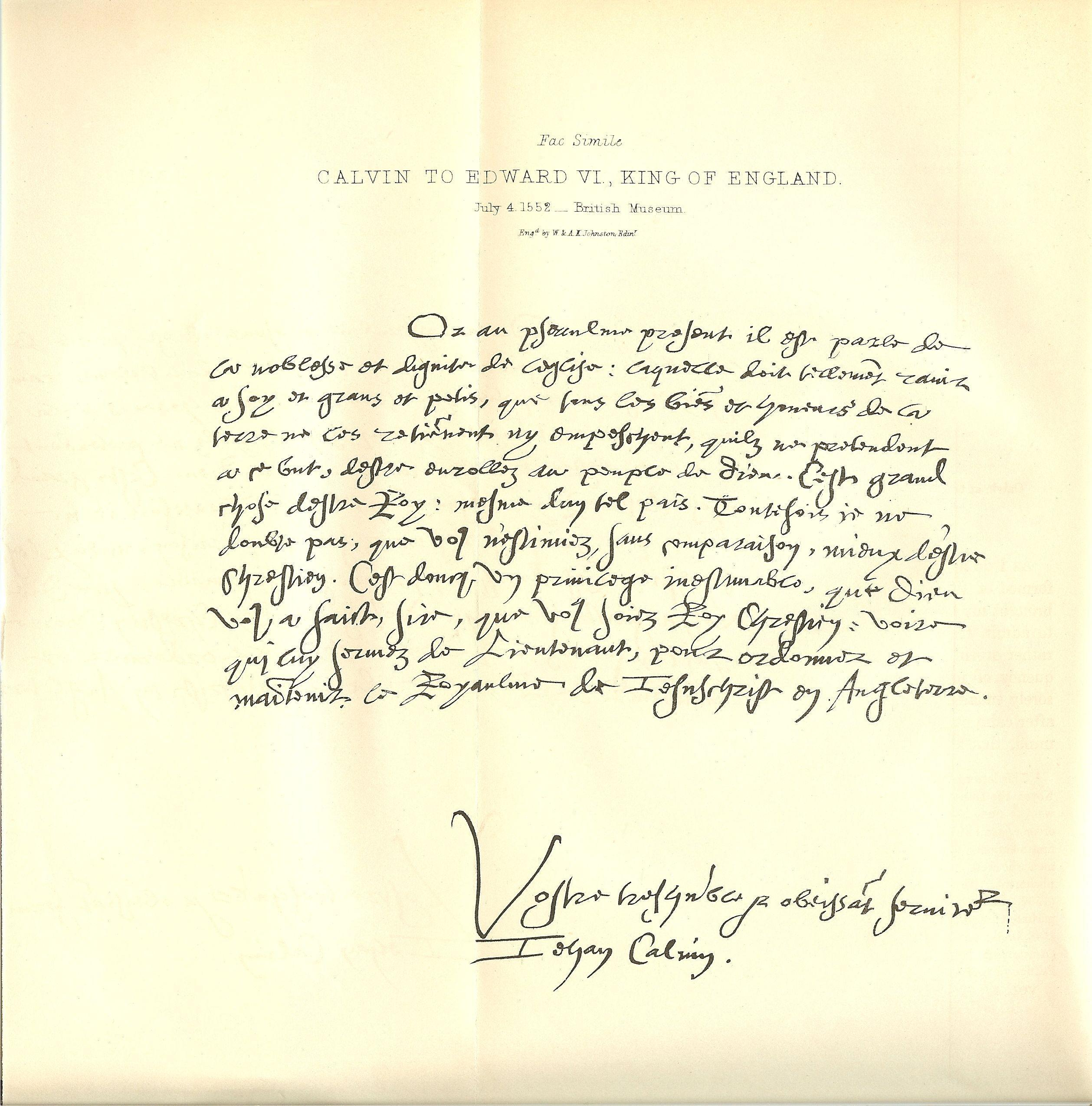
Brief van Calvijn aan koning Eduard VI van Engeland (British Museum)

## Eerste Geneefse periode
Genève werd sinds de dertiende eeuw overheerst door het hertogdom Savoye, toen de bisschop van Genève het huis van Savoye in 1265 het ambt van vidomne verleende.
De invloed van Savoye brokkelde vanaf 1482 echter steeds meer af. En in 1530 had de gemeenteraad nagenoeg alle bestuursmacht over de stad in handen.
Godsdienstzaken hadden tot dat moment geen grote rol gespeeld.
Dat veranderde met de hervormingen van Zwingli in Zürich, die op 29 januari 1523 - met de Grote Disputatie - een nieuwe fase ingingen.
Dit was een mijlpaal in de Zwitserse Reformatie. Door dit godsdienstgesprek, waarbij pro en contra argumenten aangaande de Reformatie werden aangehoord en overwogen en de beslissing van de gemeenteraad de basisprincipes van Zwingli's hervorming te aanvaarden, werd een cruciaal principe vastgelegd. Het principe namelijk dat onafhankelijke steden zelf beslisten of ze op basis van argumenten de Reformatie zouden invoeren.
Vijf jaar later, in 1528, vond eenzelfde godsdienstgesprek plaats in Bern. Ook daar werd ingestemd met de hervormingen van Zwingli.
In Genève begon dit godsdienstgesprek op 27 januari 1534. Dit verliep chaotisch, zoals Jeanne de Jussy, een novice in het Geneefse klooster van Sainte-Claire, beschrijft in Le levain du Calvinisme.
Savoye was zeer verontrust door deze verwikkelingen en belegerde Genève.
Bern, dat in die tijd een machtig leger had, schoot te hulp.
De republiek Genève was een feit.
Guillaume Farel, sinds 1532 in de stad, onder bescherming van Bern, oefende intussen druk uit op de gemeenteraad van Genève om zich uit te spreken ten gunste van de Reformatie.
Op 25 mei 1536 stemden de burgers van Genève in een openbare bijeenkomst vóór het afsluiten van de eerste fase van de Reformatie in de stad door de gelofte te doen 'voortaan te leven overeenkomstig de wet van het evangelie en het woord van God, en alle pauselijke misbruiken af te schaffen'.
Daarmee was het katholicisme verworpen maar ontbrak een nieuw systeem van kerkbestuur en kerkorde. Het risico van chaos was daardoor aanzienlijk.
Protestantse predikanten waren in het Genève van 1536 weinig meer dan ambtenaren. Ze bezaten - anders dan hun katholieke voorgangers - geen enkele macht of rijkdom. Ze waren zelfs geen burgers van Genève en hadden geen toegang tot besluitvormende lichamen.
Ook Calvijn was niet meer dan een lage ambtenaar die met toestemming van de gemeenteraad in de stad woonde. De gemeenteraad bepaalde de religieuze zaken in de stad.
De positie van predikanten was daarom bijzonder kwetsbaar voor verschuivingen in de politieke allianties in de stad.
Toen Farel Calvijn vroeg om in Genève te blijven - toen hij in 1536 via Genève reisde en voornemens was terug te gaan naar Bazel - en hem te helpen bij het ontwerpen van een nieuwe kerkorde, wilde Calvijn dat eerst niet.
Hij was van plan zich te wijden aan studie. Farel drong aan door Calvijn toe te wensen dat 'het God mocht behagen Calvijns vrije tijd en de rust die Calvijn zocht voor zijn studie te vervloeken als Calvijn toch voornemens was weg te gaan'. Die woorden schokten en troffen Calvijn zodanig dat hij zijn plan om weg te gaan, opgaf.
De hervormers in Genève legden op 16 januari 1537 een aantal hervormingsmaatregelen voor aan de gemeenteraad om te komen tot een goed geordende en gereglementeerde kerk.
Enkele maanden daarvoor, in november 1536, echter had Calvijn de gemeenteraad voorgesteld om iedere habitant (wettige inwoner van vreemde afkomst zonder recht van stemmen, wapens te dragen of een openbaar ambt te bekleden) de 21 artikelen van zijn geloofsbelijdenis te laten onderschrijven. Het is onduidelijk waarom. Calvijn was immers zelf ook een habitant.
De meest voor de hand liggende verklaring is dat het een mogelijkheid bood om vreemdelingen die het oude geloof nog aanhingen, uit de stad te weren.
De overeengekomen onderschrijving van de Reformatie in mei 1537 vereiste echter dat 'alle burgers en ingezetenen van Genève en onderdanen van het gebied' hun verbondenheid met een dergelijke belijdenis zouden bevestigen.
De Reformatie mocht dan veranderingen teweegbrengen in de burgerlijke en kerkelijke structuren en praktijken van de stad, toch waren de maatregelen van Calvijn en Farel impopulair.
Het ging in tegen de nieuw verworven vrijheid die de stad voor zichzelf had opgeëist in 1536. Bovendien waren er gedragsverplichtingen met Bern, een stad die Genève te hulp was geschoten en hen bevrijd had van Savoye, maar daarvoor wel iets terugeiste.
De gemeenteraad bepaalde dus dat hetzelfde gedragspatroon als dat van Bern zou worden gevolgd en eiste van Calvijn en Farel dat die daarmee zouden instemmen.
Beiden deden dat niet en op 21 april (Paasdag) werden Calvijn en Farel uit Genève verbannen.

## Straatsburg

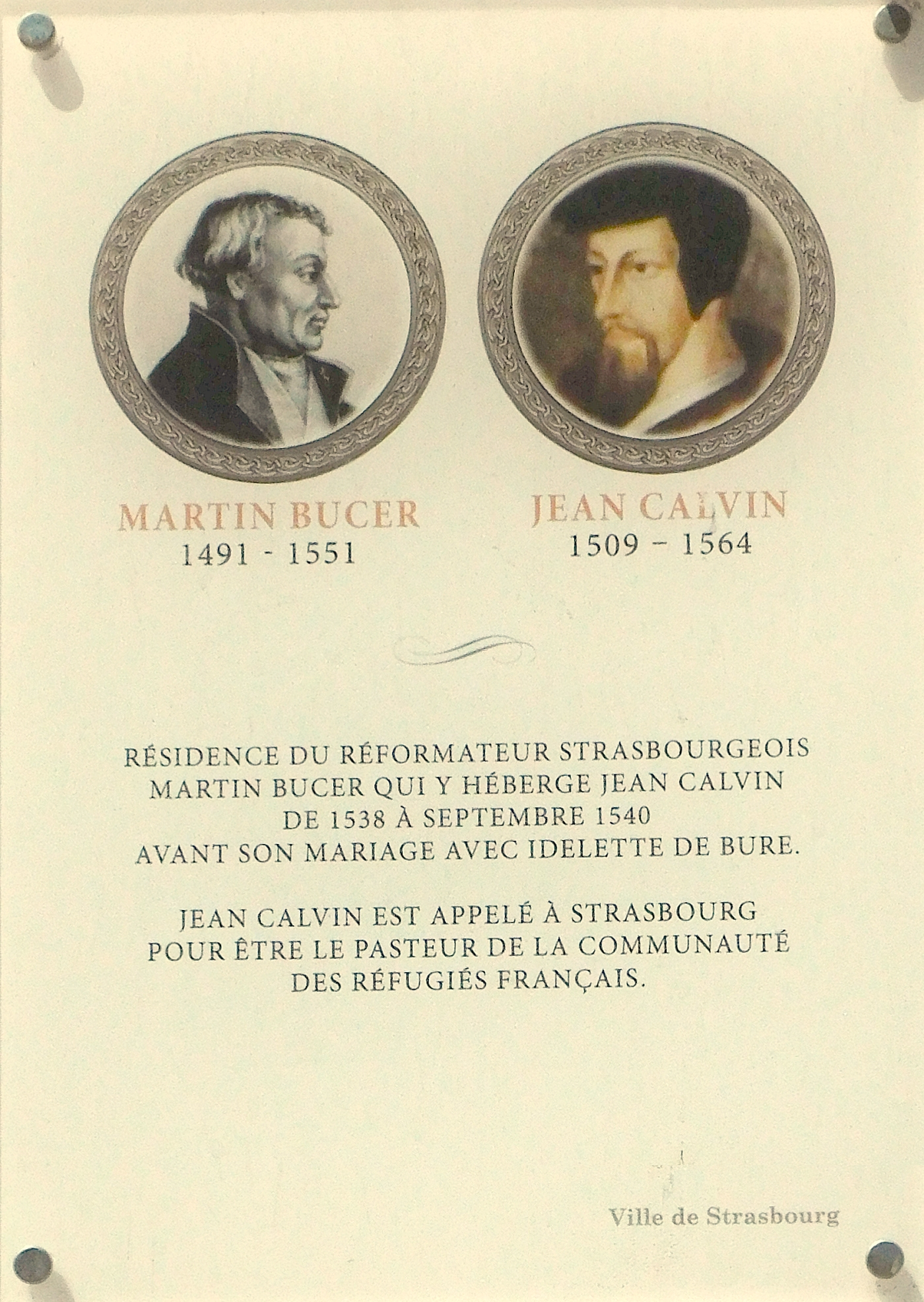
Plaquette van Martin Bucer en Calvijn aan het huis in de Lutherstrasse 3.

Na zijn verbanning uit Genève trok Calvijn naar Straatsburg, waar hij, dankzij zijn vriend Martin Bucer, predikant van de Franse vluchtelingengemeente werd. In de jaren die volgden, oefende Martin Bucer een grote invloed uit op Calvijn. Calvijn predikte ook meerdere malen in Sint-Thomaskerk van Straatsburg, waar Bucer pastor was.
Calvijn was vastbesloten te trouwen, omdat hij wilde laten zien dat het huwelijk bij hem in hoger aanzien stond dan het kerkelijke celibaat. Hij vroeg zijn vrienden hem te helpen een vrouw te vinden die "bescheiden, toegeeflijk, niet arrogant, niet extravagant, geduldig en bevorderlijk voor zijn gezondheid" was. In 1540 trouwde Calvijn met de uit Luik afkomstige Idelette de Bure, weduwe van de bekeerde anabaptist Jean Stordeur. Idelette had een zoon en dochter (Judith) uit het eerdere huwelijk, van wie enkel de dochter later mee zou gaan naar Genève. In 1542 kregen Calvijn en Idelette een zoon, die echter reeds na twee weken overleed. Idelette Calvijn overleed in 1549. Calvijn zou later over haar zeggen dat zij een helper was in zijn ambt, nooit in zijn weg stond, hem nooit lastigviel over haar kinderen en dat zij een grootse persoonlijkheid was.
In 1539 kwam een psalmboek van Calvijn uit met 18 psalmen, waarvan 5 door hem berijmd, met de Geloofsbelijdenis, de Lofzang van Simeon en de Tien geboden. In 1540 kwamen er formulieren voor de kerkdiensten en een formulier voor de bediening van de Heilige Doop. Ook kwam in deze tijd het Bijbelcommentaar uit, een uitleg van de brief aan de Romeinen.
Tijdens zijn ballingschap volgde Calvijn de ontwikkelingen in Genève op de voet. Toen Jacopo Sadoleto, een rooms-katholieke kardinaal, een brief schreef aan het bestuur van Genève om de stad uit te nodigen om weer terug te keren naar de moederkerk, keerde het tij voor Calvijn. Zijn inzet voor de protestantse gemeenschap in Genève hielp hem het verloren aanzien in de stad terug te winnen. Toen een aantal aanhangers van Calvijn in de gemeenteraad waren gekozen werd Calvijn in 1540 uitgenodigd terug te keren naar Genève. Nadat hij een brief kreeg van Farel, was hij ervan overtuigd dat hij weer moest terugkeren. Na onderhandelingen over de voorwaarden keerde hij in 1541 terug.

## Tweede Geneefse periode

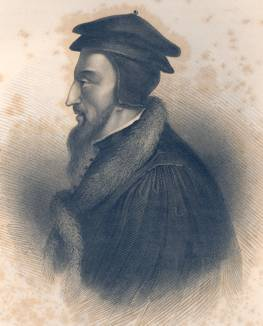
Gravure naar een olieverfschilderij uit de Universiteitsbibliotheek van Genève.

Tijdens de verhuizing van Straatsburg naar Genève kreeg hij heel veel medewerking van de raad van de stad. Alles werd door hen betaald. In 1541 werd Calvijn opnieuw predikant in Genève. Gedurende de daarop volgende periode zette Calvijn de kerk van Genève op poten. Hij kreeg daarbij veel hulp van zijn collega Pierre Viret. Meteen na zijn terugkomst begon hij aan een nieuwe kerkorde en schreef hij een nieuwe catechismus voor de jeugd. Onder Calvijns leiding werd Genève een voorbeeld voor andere reformatorisch gezinde gebieden. Ook in deze tweede Geneefse periode had Calvijn te maken met grote interne spanningen; het grootste deel van zijn medepredikanten was (net als Calvijn) afkomstig uit Frankrijk. Het feit dat Genève in deze jaren overspoeld werd door Franse vluchtelingen, veroorzaakte onrust onder de autochtone bevolking. Ook veel mensen buiten Frankrijk wendden zich tot Calvijn als zij vragen hadden.
Na zijn terugkeer in Genève begon Calvijn zijn hernieuwde autoriteit aan te wenden om de kerk te institutionaliseren. Op dit vlak werd hij sterk beïnvloed door Bucer. Calvijn stelde vier, op het Nieuwe Testament gebaseerde, ambten in binnen de kerk:
- doctores, belast met het onderwijzen van theologie en de opleiding van nieuwe predikanten;
- predikanten, belast met het preken, sacramenten toedienen en de mensen onderwijzen en terechtwijzen;
- ouderlingen, belast met het handhaven van de kerkelijke tucht;
- diakenen, belast met de armenzorg.

In 1559 stichtte Calvijn in Genève een academie, de huidige Universiteit van Genève, om predikanten op te leiden. Zijn vriend en latere opvolger Theodorus Beza werd de eerste rector. Jonge mannen kwamen uit heel Europa om aan Calvijns academie te studeren, waarna zij naar hun thuisland terugkeerden om te prediken. Zo hebben bijvoorbeeld John Knox, Filips van Marnix van Sint-Aldegonde en Caspar Olevianus Calvijns leer over grote delen van Europa verspreid.
In 1562 verscheen een psalmbundel (bekend als de Geneefse psalmen), geschikt om gezongen te worden tijdens de dienst. Calvijn was in Straatsburg zelf gaan berijmen. Eenmaal terug in Genève droeg hij dit werk over aan Clément Marot en Beza, terwijl hij Guillaume Franc, Louis Bourgeois en Maitre Pierre verzocht de muziek te componeren. Calvijns ijver in het maken van een psalmbundel kwam voort uit zijn wens om, ook voor het kerklied, alleen van de Bijbel uit te gaan.
Op zaterdagavond 27 mei 1564 overleed Calvijn op 54-jarige leeftijd. Vlak voor zijn overlijden had Calvijn op 25 april 1564 zijn testament nog geciteerd aan notaris Pierre Chenelat. Conform zijn wens werd hij de middag na zijn overlijden om 14.00 u. begraven in een gewone houten kist op kerkhof Pleinpalais aan Rue des Rois, beter bekend als Cimetière des Rois in zijn woonplaats Genève. Even sober als zijn kist was de drukbezochte rouwsamenkomst. Voor de zekerheid wilde hij ook geen grafsteen. De precieze locatie van het graf op de begraafplaats is dan ook onbekend, maar in de negentiende eeuw werd een plaats gemarkeerd die traditioneel als zijn rustplaats wordt beschouwd: grafnummer 707 op het Cimetière des Rois.

## Calvijns theologie

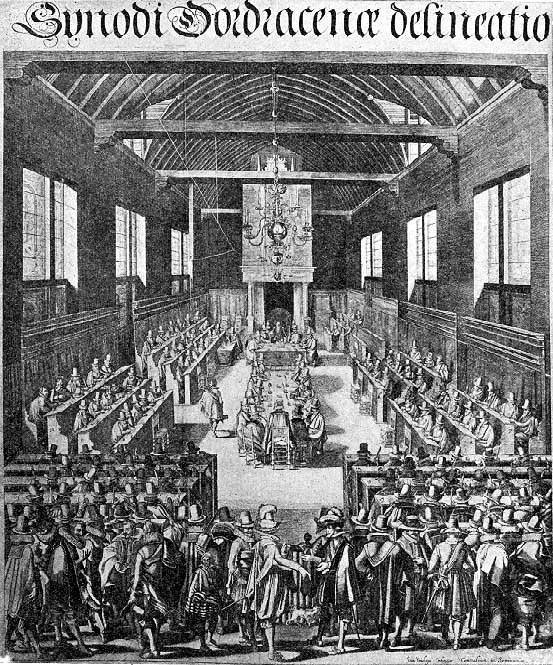
Calvijn had grote invloed op de gereformeerde theologie, dit komt bijvoorbeeld tot uiting in de Synode van Dordrecht

Calvijn was een verklaard aanhanger van de vijf sola's van de reformatie. Volgens Calvijn is de mens slechts rechtvaardig voor God door het verzoenende werk van Jezus Christus en kan de mens zelf daar niets aan toe- of afdoen (het: door genade alleen). Omdat in deze visie de mens niet bij machte is zich te rechtvaardigen voor God door goede werken, meende Calvijn dat God, vanuit Zijn eeuwig raadsbesluit, reeds van tevoren heeft bepaald wie deze goddelijke rechtvaardiging ten deel zou vallen en wie niet, de uitverkiezingsleer of predestinatie. Dit moet echter wel in de juiste context worden gezien, nl. dat het niet het product is van menselijke speculatie maar een geheim van goddelijke openbaring. Sommigen geloven wel en anderen niet in het evangelie. De leer van de predestinatie heeft als eerste functie uit te leggen waarom sommige mensen wel op het evangelie reageren en anderen niet. Zo vormt het een verklaring voor het individuele karakter van de menselijke reacties op de genade, aldus historicus en theoloog Alister E. McGrath.
Calvijn ontkende, net als mede-reformator Luther en — volgens de protestantse hermeneutiek — kerkvader Augustinus, de mogelijkheid dat zogenoemde goede werken zouden kunnen bijdragen tot verzoening met God. Over de goede werken schreef hij onder andere: Nooit was er enig werk van een godsvruchtig mens, dat niet voor het rechtvaardig oordeel Gods zijn verdoemelijkheid bewees. Bij zijn mening inzake uitverkiezing, beriep hij zich, wederom evenals Luther en Augustinus, op bepaalde Bijbelse teksten, met name de brieven van de apostel Paulus (bijvoorbeeld de Romeinen 9). Zijn predestinatieleer is hoofdzakelijk gebaseerd op de gedachte dat God zo groots is en de mens zo nietig in vergelijking met God, dat de mens nooit in staat zal zijn daar iets aan toe of af te doen. Naar Calvijns inzicht strekt de gedachte dat Gods voorzienigheid alles regeert, de gelovige tot troost. De mens, zo stelde hij, wordt niet geregeerd door het lot, maar door de goede God.
Opgemerkt moet worden dat Calvijn en zijn aanhangers niet dachten dat de predestinatie gevolgen had voor het handelen van de mens, het was niet de bedoeling dat men leefde alsof er geen gevolgen te vrezen waren. De mens bleef dus uiteindelijk wel verantwoordelijk voor zijn eigen daden.
De door Calvijn gesystematiseerde leer van de rechtvaardiging door alleen het geloof en de leer van de uitverkiezing is de hoeksteen geworden van de naar hem genoemde calvinistische of gereformeerde theologie. In diverse belijdenisgeschriften van allerlei kerken van deze richting is deze leer daarom terug te vinden en vormt zij de basis daarvan (bijvoorbeeld de Drie Formulieren van Enigheid). Wel is in de loop der eeuwen de uitverkiezingsleer in grote delen van deze kerkelijke richting afgezwakt of zelfs (min of meer) afgeschreven, maar in bepaalde orthodox-gereformeerde kerken hangt men (in bepaalde mate) deze leer nog steeds aan.

### De prediking
Calvijn preekte ook voor zijn overgang naar de Reformatie, maar zijn geregelde predikarbeid begon na zijn overgang tot de Reformatie in Genève. Daar begon hij te preken nadat hij bezweek voor de stevige woorden van Guillaume Farel die hem overhaalde om in Geneve te werken. Aanvankelijk hield hij bijbellezingen over de brieven van Paulus, later werd hij door de raad van de stad aangesteld tot predikant. In Genève waren er op zondag meerdere diensten en doordeweeks was er iedere dag één dienst. Calvijn nam een (groot) deel van deze kerkdiensten voor zijn rekening. Evenals Huldrych Zwingli en Maarten Luther behandelde Calvijn in zijn prediking gehele bijbelboeken. Hij maakte geen gebruik van het pericopenstelsel. Zo deed hij er soms maanden of jaren over om een geheel bijbelboek door te preken. In 1549 werd een officiële 'snelschrijver' aangesteld die de preken van Calvijn opschreef. Calvijn heeft deze opgeschreven preken echter nooit gecontroleerd of gecorrigeerd.
Calvijns preken waren analytisch opgebouwd. Dat wil zeggen dat Calvijn de tekst op de voet volgde, verklaarde en toepaste. Hij preekte niet vanuit een thema en verdeling, maar volgde de tekst. Aan de inleiding van de preek besteedde Calvijn (volgens C. Veenhof) geen bijzondere zorg. Vaak bestond ze uit een kort memoreren aan de vorige preek. In de preken van Calvijn was de toepassing geen aanhangsel of apart onderdeel, ze was met de boodschap van de bijbeltekst verweven. Calvijns prediking is één en al evangelie, prediking van de belofte. Bij Calvijn is er een directe, levendige en indringende prediking voor heel de gemeente en alle hoorders van de preek. Hij riep de mensen namens God op tot geloof in Jezus Christus en verzekert mensen van de redding die bij Hem te vinden is, daarnaast waarschuwt hij hen die dit verwerpen. Steeds wanneer God in de prediking tot ons spreekt en Hij ons vergeving van zonden aanbiedt vindt er - volgens Calvijn - een geestelijke besprenkeling met het bloed van Christus plaats. Wanneer het Evangelie gepredikt wordt druppelt (in geestelijke zin) tegelijk met de stem van de prediker het heilig bloed van Christus op ons neer, zo stelt Calvijn. Er is bij hem nog geen classificatie of sterke onderscheiding en opdeling van gelovigen en ongelovigen te vinden, zoals dat later tijdens de Nadere Reformatie voor kwam.

## De executie van Michael Servet

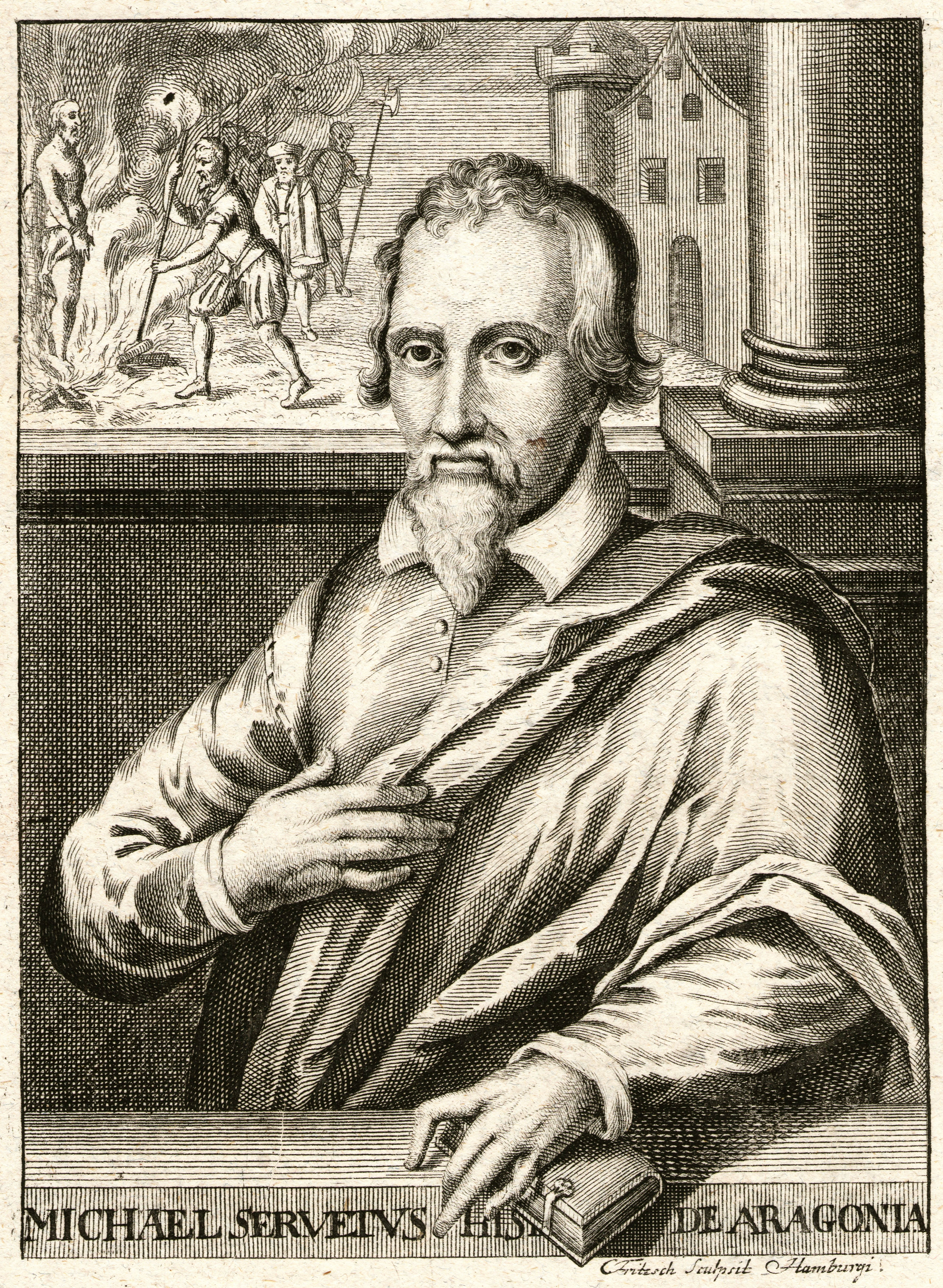
Michael Servet met op de achtergrond de brandstapel

Een problematische tijd in het leven van Calvijn brak aan door het conflict dat hij had met de Spaanse arts en theoloog Michael Servet. Servet was een eminent geleerde die vanwege zijn anti-trinitarische denkbeelden vervolgd werd door zowel de rooms-katholieke kerk als de reformatoren.
Daarnaast was ook zijn standpunt met betrekking tot de kinderdoop voor de (niet-religieuze, dat wil zeggen: niet zijnde de kerk, Genève was een zelfstandige stad) autoriteiten niet bepaald rustgevend. De standpunten van de wederdopers hadden immers in, onder andere, Münster (zie ook Jan van Leiden) voor grote en bloedige onlusten gezorgd en behelsden veel meer dan enkel religieuze overwegingen. Servet plaatste zich met zijn ideeën dus op één lijn met deze groep.
Servet was door de katholieke autoriteiten als ketter (ketterij) veroordeeld, maar ontsnapte - voordat het vonnis kon worden voltrokken - uit de gevangenis van Vienne.
In 1553 publiceerde Servet anoniem het boek Restitutio Christianismi (Herstel van het christendom). Daarin bekritiseerde hij Calvijn en diens Institutie. Servet wilde niets weten van drie personen binnen de Godheid, maar sprak van drie krachten. Al op 3 februari 1546 schreef Calvijn aan Guillaume Farel dat hij het voornemen had Servet te laten ombrengen, zodra hij daar de gelegenheid voor zou hebben. ("Si venerit, modo valeat mea autoritas, vivum exire nunquam patiar": Wanneer hij hier komt, als mijn gezag ook maar iets waard is, zal ik niet toestaan dat hij levend vertrekt.)
Op zondag 13 augustus 1553 woonde Servet in Genève een dienst in de Madeleinekerk bij die door Calvijn werd geleid. Daar werd Servet herkend. Calvijn gaf hem aan bij het stadsbestuur en stond erop Servet te laten arresteren.
Niet vergeten kan worden dat Calvijn nog altijd geen citoyen was, maar een habitant, een legale inwoner zonder stemrecht of het recht een openbaar ambt in de stad te bekleden. Hij had ook in wetgevende noch handhavende zin een positie of rol en kon hoogstens optreden/ geraadpleegd worden als adviseur.
Daarnaast was de gemeenteraad Calvijn, in de tijd van de veroordeling van Servet, bijzonder vijandig gezind. De Perrinisten (libertijnen) waren op dat moment aan de macht en zij waren vastbesloten Calvijns positie te verzwakken en hun eigen orthodoxie te benadrukken.
De gemeenteraad van Genève, verantwoordelijk voor de rechtspraak in de stad, vroeg Vienne op 21 augustus van 1553 om afschriften van de bewijsstukken tegen Servet. Vienne verlangde onmiddellijke uitlevering van Servet om hem aldaar in staat van beschuldiging te stellen.
De gemeenteraad van Genève stelde Servet toen voor de keus: óf terugkeren naar Vienne óf in Genève blijven om de uitkomst van de rechtszaak af te wachten.
De gemeenteraad overlegde vervolgens met bondgenoten zoals Bern, Zürich, Schaffhausen en Bazel. De beslissing van de gemeenteraad van 25 oktober 1553 op basis van die reacties, staat opgetekend in het register van het Eerwaarde College van Predikanten en luidde als volgt: 'De hoge heren hebben, na ontvangst van de meningen van de kerken van Bazel, Bern, Zürich en Schaffhausen over de affaire-Servet, genoemde Servet ertoe veroordeeld naar Champey te worden gevoerd en aldaar levend te worden verbrand.'
Calvijn stelde voor deze doodstraf door de brandstapel om te zetten in doodstraf door het zwaard, hetgeen echter niet gebeurd is. Calvijn heeft Servet nog meerdere malen opgezocht in de gevangenis waar hij wachtte op zijn executie. Servet werd op 27 oktober 1553 levend verbrand op de brandstapel.
De veroordeling door de gemeenteraad heeft verbazing gewekt bij tijdgenoten. Wolfgang Musculus schreef — gelet op Servets keuze om Genève te verkiezen boven Vienne — dat Servet allicht baat verwachtte bij de vijandschap van de gemeenteraad jegens Calvijn.
Naar aanleiding van de executie van Servet ontbrandde een hevige polemiek over tolerantie en over de rol van de overheid in religieuze aangelegenheden. Van kritiek op zijn heftige optreden in godsdienstige polemieken moest Calvijn niets weten; hij zag zichzelf als degene die door God geroepen was om de waarheid te verkondigen en hij was ervan overtuigd dat het zijn plicht was om net als eens de oudtestamentische profeten dat hadden gedaan, deze waarheid te verdedigen. Een standpunt dat overigens niet nieuw was of voorbehouden aan Calvijn. Calvijn ging daarin zover dat hij niet schroomde mee te werken aan het ter dood brengen van andersdenkenden. 
De terechtstelling van Michael Servet was het begin van een hevige polemiek tussen Calvijn en de (reformatorische) geleerde humanist Sebastian Castellio.

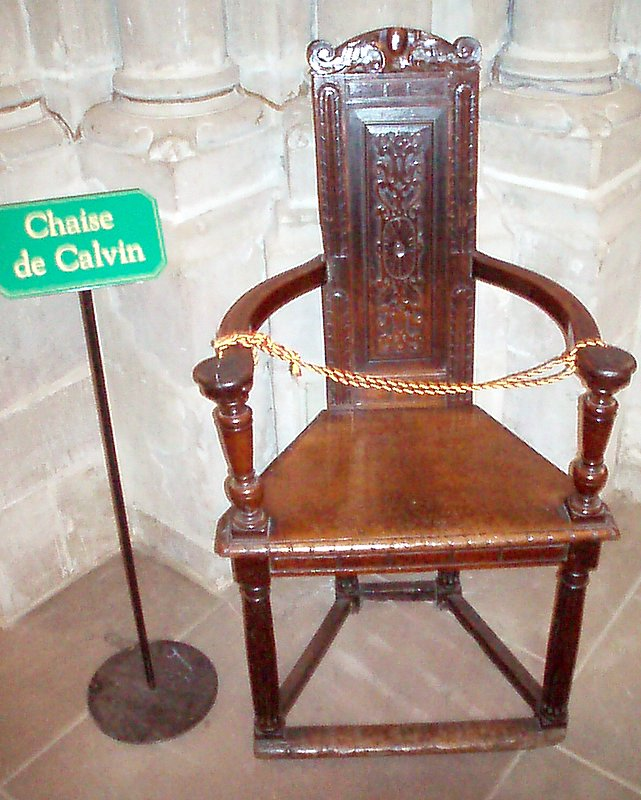
Leunstoel die Calvijn in de Geneefse Cathédrale Saint-Pierre gebruikte

## Het Consistorie
Na zijn terugkeer in Genève in 1541 stelde Calvijn een Consistorie in om te waken over de morele toestand van de stad. Het Consistorie was een kerkelijke rechtbank van ouderlingen en predikanten, die belast was met het handhaven van de orde in de kerkelijke organisatie en - gemeente. Strafbare feiten varieerden van het verkondigen van valse doctrines tot moreel onwenselijk gedrag.
Calvijn had niet de bevoegdheid en dus evenmin de mogelijkheid tot het (doen) uitvoeren van (bijvoorbeeld) fysieke straffen, anders dan de toepassing van kerkelijke tucht.
In de 16e eeuw werd protestanten regelmatig door de katholieke Kerk ten laste gelegd dat zij de doctrine veranderden, en dat zulke veranderingen alleen konden leiden tot moreel verval met als uiterste gevolgtrekking het uiteenvallen van de samenleving zelf. Met zijn Consistorie wilde Calvijn naar eigen zeggen de morele legitimatie leveren van de naar zijn inzicht hervormde kerk. Daarnaast claimde hij de gezondheid van het individu, families en gemeenschappen te willen bevorderen.
Calvijn rechtvaardigde het Consistorie en zijn werkwijze in zijn Institutie door te stellen dat Christus stelde dat zijn dienaren zich op aarde dienden te gedragen zoals in de hemel. Het was de taak van de kerk om hiervoor zorg te dragen. Wanneer het Consistorie een straf oplegde, deed het dit niet om de persoon in kwestie te straffen, maar om hem te redden van de eeuwige ondergang. In dit licht zag Calvijn excommunicatie ook niet als een straf die tot eeuwige verdoemenis leidde, maar als een waarschuwing aan de geëxcommuniceerde dat de eeuwige verdoemenis wacht, wanneer hij geen berouw toont voor zijn daden.
Het Consistorie leidde ertoe dat Genève een (ogenschijnlijk) perfect voorbeeld was van een christelijke stad. De Schotse hervormer John Knox beschreef Genève als: de meest perfecte school van Christus die ooit op aarde heeft bestaan sinds de tijd van de Apostelen.
Critici van Calvijn zien het Consistorie echter vaak als een embleem van zijn theocratische bewind. Alister E. McGrath toont in zijn biografie over Calvijn echter aan dat Calvijn nooit in de positie is geweest een theocratisch bewind te vestigen, ondanks (historisch niet-onderbouwde) beweringen van bijvoorbeeld Aldous Huxley en Honoré de Balzac.

## Recht van opstand
Calvijn was aanvankelijk net als Luther van mening dat men zich moest onderwerpen aan het vorstelijk gezag en zag geen recht van opstand. De maatregelen in Frankrijk tegen de hugenoten schokten hem echter diep, waarop hij zich in 1536 met Institutio richtte tot koning Frans I. Verzet zag hij voorbehouden aan de lagere overheden, de magistraten, en niet aan de individuele mens. Dat verzet voorbehouden is aan magistraten, betekent niet dat een koning altijd gehoorzaamd moet worden, gehoorzaamheid aan God gaat voor. Vijfentwintig jaar later, aan de vooravond van de Hugenotenoorlogen (1562–98), lijkt het standpunt van Calvijn te verharden in zijn uitleg van het boek Daniël in zijn Praelectiones (1561). Daarin stelde hij dat aardse vorsten hun macht verspelen als ze tegen God in opstand komen. Calvijn is echter erg voorzichtig gebleven: verzet bleef voorbehouden aan magistraten, voor alle anderen was het een misdaad.
Toch bleek dit laatste werk een belangrijk keerpunt voor de protestanten in hun gehoorzaamheid aan de monarch. De monarchomachen, Hugenootse juristen, ontwikkelden het idee van volkssoevereiniteit. Na de Bartholomeusnacht van 1572 werd dit uitgewerkt in de theorie van tirannicide of tirannenmoord waarmee zij zich keerden tegen de absolute monarchie.

## Hekserij
Calvijn vond net als andere reformatoren en katholieken in Centraal-Europa dat hekserij niet toegestaan kon worden. Deze opvatting was gebaseerd op hun interpretatie van Bijbelpassages zoals Exodus 22:17 en Leviticus 20:27. Calvijn noemde deze passages ook in zijn studie van het eerste gebod, dat hij interpreteerde als een algemene veroordeling van het praktiseren van ieder ander geloof dan het christelijk geloof. Over hekserij in het bijzonder stelde hij:
God zou alle vogelwichelaars, goochelaars, raadplegers van beschermgeesten, dodenbezweerders, aanhangers van magie en tovenaars veroordelen tot de doodstraf. En [...] God bepaalt dat Hij 'Zijn gezicht tegen eenieder zal richten, die personen volgen die beschermgeesten hebben of toveren' zodat zij afgesneden zullen worden van Zijn volk, dan beveelt Hij dat zij gestenigd zullen worden.
In navolging van deze interpretatie van de oudtestamentische wet zijn in 1545 meer dan 20 mensen ter dood gebracht door de brandstapel voor poging tot het verspreiden van de pest en hekserij.

## Anti-judaïsme
Betreffende het volk van God zag Calvijn een eenheid vanaf het paradijs. Hij duidde het volk van God in het Oude Testament (de Joden, of het Volk Israël) dan ook aan als ecclesia, ofwel kerk. Deze kerk betrof echter niet het hele Joodse volk, maar enkel het kleine aantal dat na de komst van Christus zich ook daadwerkelijk tot het christendom had bekeerd, alsmede de nieuwe uitverkorenen: de heidenen die Christus volgden. De bijzondere rol van Israël in de heilsgeschiedenis was dan ook, wat Calvijn betreft, uitgespeeld.
Het feit dat Paulus in zijn brief aan de Romeinen duidelijk sprak van een bijzondere positie van Israël in Gods plan deed Calvijn af als diplomatiek taalgebruik: "Deze plaats echter behandelt hij zo dat hij zich onthoudt van iedere bitterheid ten opzichte van de Joden, opdat hij hun gemoederen niet zou in opstand brengen; hij geeft hun echter geen haarbreed toe als het zou gaan ten koste van het Evangelie. Het was nog niet opportuun om de ondergang van het joodse volk openlijk tot uitdrukking te brengen."
Over het algemeen had Calvijn weinig goeds te zeggen over de Joden. In zijn Institutie noemde hij de Joden zelfs de "allerheftigste vijanden van Christus zelf". Deze negatieve beoordeling was theologisch en niet racistisch gemotiveerd. Ondanks zijn negatieve beoordeling van de Joden was Calvijn een van de weinige theologen in zijn tijd die de geschriften van rabbijnen raadpleegde en verwerkte in zijn Bijbelcommentaren.

## Calvijn en kapitalisme
Een relatie die ook vaak gelegd wordt, is die tussen Calvijn en het kapitalisme, als zou het kapitalisme bevorderd zijn door de leer van Calvijn. Menigeen zegt dat het gedachtegoed van Calvijn verband houdt met de opkomst van de moderne markteconomie. Men wijst daarbij op de stelling van de bekende socioloog Weber, dat de herkomst van de geest van het kapitalisme gezocht moet worden onder andere in de door het calvinisme geïnspireerde waarden als spaarzaamheid en vlijt. Daar is een hele discussie op gevolgd, die ook nu nog niet beslecht is. Zo betoogt bijvoorbeeld de anglicaanse theoloog Alister E. McGrath dat het kapitalisme dat Weber voor ogen had, een speciale vorm van kapitalisme was, namelijk die van Engelse calvinisten uit de 17e en 18e eeuw. Die verschilt uiteraard nogal van het moderne kapitalisme.
Sommige historici hebben daarnaast betoogd dat kapitalisme als zodanig al veel ouder is dan Calvijn.
Calvijns bevordering van het kapitalisme wordt vaak opgehangen aan zijn loslaten van het renteverbod. Maar daarmee is niet alles gezegd. De econoom Uitermark haalt in een belangrijke VU-rede de uitspraak van een Engels geestelijke aan, volgens welke Calvijn met de rente omging “zoals een apotheker met vergif”. Want wat de legitimering van rente bij Calvijn betreft: rente moet in de lijn zijn van wat recht en billijk is en naar de gulden regel: alle dingen die gij wilt dat u de mensen doen, doet gij hen evenzo. En het algemeen belang dient daarbij een belangrijk perspectief te zijn. Bij financiële hulp aan armen mocht geen rente worden gevraagd! De soberheid die de rijke daarbij dient te betrachten, heeft als doel: niet zo veel mogelijk investeren, zoals wel gesteld is, maar helpen in de nood van de naaste. Men vindt dat bijvoorbeeld terug in zijn uitleg van het achtste gebod in de (korte) Institutie van 1536:
“Wij mogen geen onkundige mensen in zaken en contracten bedriegen; en evenmin mogen wij met enige vorm van list en bedrog onze hand leggen op de goederen van anderen. En niet alleen dit, maar wanneer zij door geldelijke problemen worden bezwaard, zullen wij deel hebben aan hun nood en hun gebrek met onze overvloed verlichten.”
In (Calvijns) Catechismus lezen we met betrekking tot het achtste gebod: Aangezien de Wetgever geestelijk is, spreekt Hij niet alleen van uitwendige roverij, maar ook van ondernemingen, wensen en overleggingen om ons te verrijken ten koste van onze naaste. Calvijn heeft zich in beschouwingen over de monarchie verzet tegen opeenhoping van macht, kapitaal en bezit. En Selderhuis laat zien hoe sterk Calvijn zich verzet heeft tegen het in zijn dagen zich verder ontwikkelende kapitalisme, en hij stelt dat men Calvijn onmogelijk tot vader van het kapitalisme kan maken: “Wij zijn geen bezitters maar uitdelers.”

## Calvijn en natuurwetenschappen
Calvijn stond positief tegenover natuurwetenschap. In zijn Institutie schrijft hij:
"Er zijn zowel in de hemel als op aarde talloze bewijzen en bewijsstukken die getuigen van zijn wonderbare wijsheid; niet alleen die bewijsstukken die wat moeilijker te begrijpen zijn, waarvoor, om ze beter en grondiger te kunnen verstaan, de kunst van de astronomie, de geneeskunde en alle andere natuurwetenschappen zijn verordend en bestemd, maar ook die welke zich voordoen aan de ogen van alle onervarenen en ongeletterden, zodat zijn hun ogen niet kunnen openen of zij moeten ze zien".
Alister E. McGrath toont aan dat de zogenaamd vijandige houding van Calvijn jegens natuurwetenschap door Andrew Dickson Write de wereld in is geholpen zonder een spoor van bewijs (in History of the Warfare of Sciences with Theology) en nadien klakkeloos is overgenomen door anderen, waaronder Bertrand Russell in diens History of Western Philosophy.
"Dit verzinsel domineert helaas ook moderne verhandelingen over het thema 'Calvijn en de wetenschap'", aldus McGrath.
En hij vervolgt met: "Nog te bezien valt hoeveel meer van zulke mythen onze visie op Calvijn hebben gekleurd. Het is triest om te moeten constateren dat er vaak een uitgesproken onjuist beeld van hem is gegeven."

## Calvijns geschriften

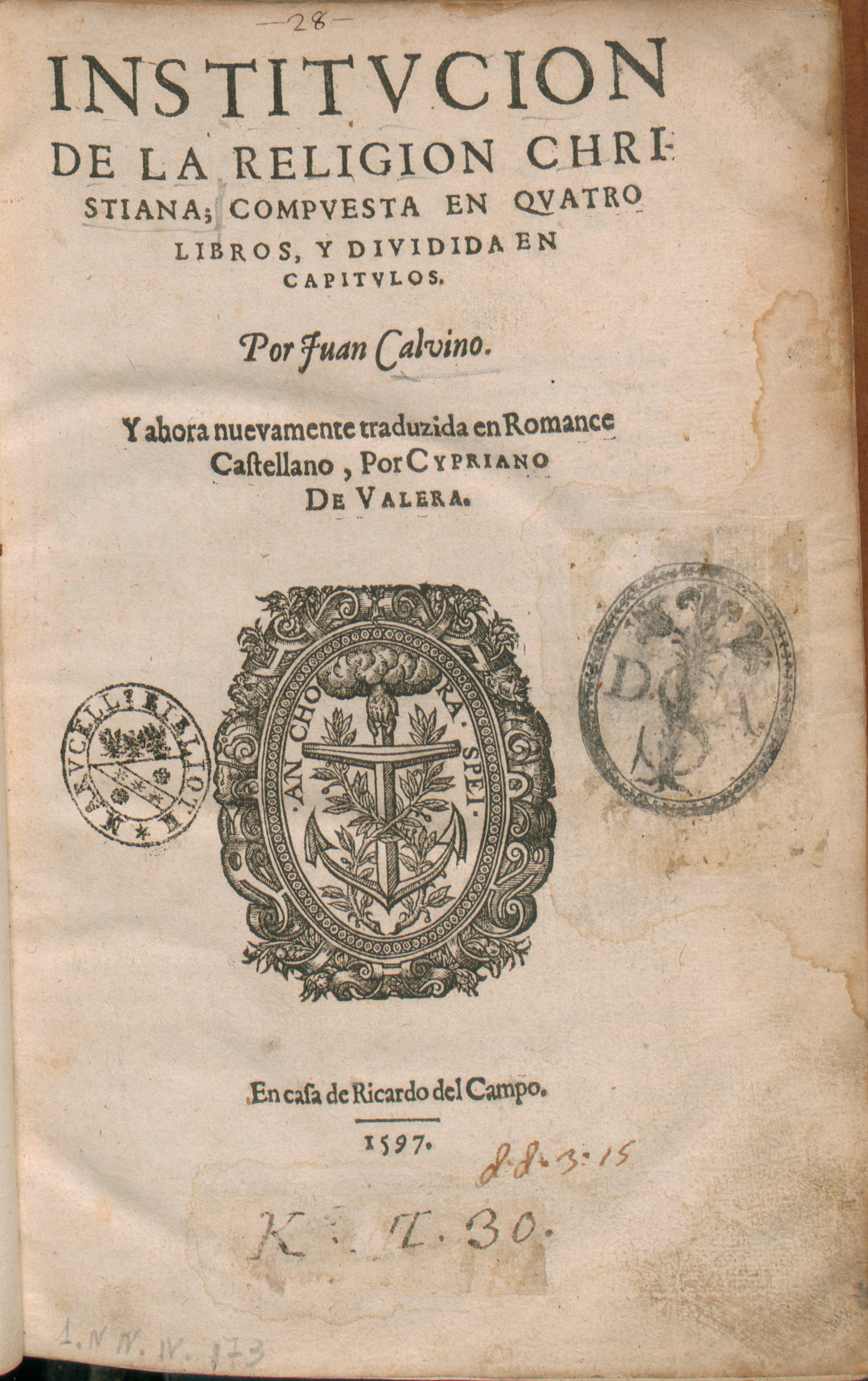
Institutio christianae religionis, 1597

Gedurende zijn leven heeft Calvijn een grote hoeveelheid geschriften gepubliceerd. Door middel van zijn publicaties oefende Calvijn internationaal grote invloed uit en was hij een voorbeeld voor reformatoren in andere landen. De geschriften van Calvijn kunnen in vier categorieën worden ingedeeld:
- Catechetische geschriften - Met zijn catechetische geschriften wilde Calvijn de christelijke leer voor een breed publiek toegankelijk maken. Zijn beroemdste catechetische werk is zijn Institutie, wat komt van het woord institutio, wat onderwijzen betekent. Daarnaast schreef hij de Catechismus van Genève in 1541/42, dat in de eerste plaats bedoeld is voor de jongeren van Genève.
- Dogmatische geschriften - De Institutie van Calvijn groeide gedurende zijn leven van een catechetische handleiding uit tot een omvangrijke dogmatiek. Centraal in zijn dogmatische geschriften staan zaken als de predestinatieleer en de nietigheid van de mens tegenover de grootsheid van God.
- Commentaren - Calvijn heeft bij een groot aantal Bijbelboeken commentaren geschreven. Calvijn streefde er in zijn commentaren altijd naar om zo dicht mogelijk bij de originele tekst te blijven. Calvijns commentaren beperken zich dan ook tot commentaar op de betreffende teksten, dogmatische inzichten en dergelijke bewaarde hij voor de Institutie.
- Polemische geschriften - Calvijn had een diepe afkeer van de opvattingen van dopers, rooms-katholieken, libertijnen, mensen die geen duidelijke keus maakten tussen een protestantse en de rooms-katholieke kerk, antitrinitariërs en andere groepen die zich niet conformeerden aan de reformatie. Door middel van zijn polemische geschriften trachtte Calvijn hun opvattingen te weerleggen. Zijn polemiek met de antitrinitariërs leidde uiteindelijk tot de terechtstelling van Michael Servet. Calvijn stond niet open voor kritiek op zijn heftige godsdienstige polemieken, hij zag zichzelf als degene die door God geroepen was om de waarheid te verkondigen en, in de traditie van de oudtestamentische profeten, te verdedigen. De kerkhistoricus Karl Heussi typeerde Calvijn later als "een heldere geest, van diepe vroomheid, maar bekrompener en betweteriger dan Luther."[19] en "Hij was een mensenleeftijd jonger dan Luther en in het bijzonder afhankelijk van Luther, maar ook van Philipp Melanchthon, Zwingli en Martin Bucer. Het ontbrak Calvijn aan de religieuze diepgang van Luther, maar hij overtrof hem met zijn buitengewoon sterk ontwikkelde wilskracht. Scherpzinnig en onverschrokken ging hij de uiterste consequenties van theologische problemen na. Met onbuigzame wil vormde hij het leven van de mensen naar zijn ideeën en creëerde hij die vorm van protestantisme waarin de tegenstelling met de katholieke kerk het sterkst tot uitdrukking kwam."[19]

## Calvijnjaar
2009 is uitgeroepen tot internationaal Calvijnjaar, omdat Johannes Calvijn toen 500 jaar geleden werd geboren.
De Vrije Universiteit Amsterdam te Amsterdam organiseerde van 11 t/m 17 januari 2009 een Calvijnweek.
Ook is in 2009 de glossy Calvijn! uitgebracht, met niet alleen artikelen over Calvijn, maar ook over de staat van het Nederlandse calvinisme.